# WKRP in Cincinnati
WKRP in Cincinnati is een Amerikaanse komedieserie die op de Amerikaanse televisie werd uitgezonden van 1978 tot 1982.
Centraal in deze serie staan de gebeurtenissen van de medewerkers van het worstelende radiostation WKRP in Cincinnati, Ohio.

## Rolverdeling
| Acteur          | Personage                    |
| --------------- | ---------------------------- |
| Gary Sandy      | Andy Travis                  |
| Richard Sanders | Les Nessman                  |
| Howard Hesseman | Johnny 'Dr. Fever' Caravella |
| Gordon Jump     | Arthur 'Big Guy' Carlson     |
| Loni Anderson   | Jennifer Elizabeth Marlowe   |
| Tim Reid        | Venus Flytrap                |
| Frank Bonner    | Herbert 'Herb' Tarlek        |
| Jan Smithers    | Bailey Quarters              |

## Bijrollen
- Barbara Cason - televisieserie - Mrs. Snow (Afl., The Adventures of Pollyanna, 1982)